# Sibylle Klemm
Sibylle Klemm (10 aprile 1984) è una schermitrice tedesca.

## Biografia
Ha conquistato una medaglia di bronzo nella sciabola individuale ai campionati europei di scherma di Lipsia del 2010.

## Palmarès
In carriera ha conseguito i seguenti risultati:
- Europei di scherma

Lipsia 2010: bronzo nella sciabola individuale.